# هلا روت
هلا روت (آلمانی: Hella Roth؛ زادهٔ ۲۱ سپتامبر ۱۹۶۳) بازیکن هاکی روی چمن اهل آلمان است.